# Adelonychia nigrostriata
Espèce
Synonymes
- Diplothele walshi O. Pickard-Cambridge, 1891

Adelonychia nigrostriata est une espèce d'araignées mygalomorphes de la famille des Barychelidae.

## Distribution
Cette espèce est endémique d'Inde. Elle se rencontre en Odisha et en Andhra Pradesh.

## Description
Les femelles mesurent de 7,42 à 10,60 mm.

## Systématique et taxinomie
Cette espèce a été décrite par Walsh en 1890.
Diplothele walshi a été placée en synonymie par Blick en 2022.

## Publication originale
- Walsh, 1890 : « A new trap-door spider from Orissa. » Journal of the Asiatic Society of Bengal, part II (Natural Science), vol. 59, no 3, p. 269-270 (texte intégral).